# Macropodus ocellatus
Macropodus ocellatus Cantor,1842 è un pesce d'acqua dolce appartenente alla famiglia Osphronemidae.

## Distribuzione e habitat
Questa specie è diffusa in Russia, Cina, Corea e Giappone (nei bacini di Zhujiang  e Amur) . Abita ogni ambiente d'acqua dolce: dalle acque calme e semipaludose ai laghi e fiumi più movimentati. Colonizza foreste allagate e pianure durante la stagione monsonica. Abita normalmente anche le risaie.

## Descrizione
Presenta un corpo tozzo ma allungato, robusto, piuttosto compresso ai fianchi. La pinna dorsale e quella anale sono lunghe e terminano con una punta filamentosa. La coda è biforcuta ma molto ampia e allungata. Le ventrali sono appuntite, le pinne pettorali ovali. La femmina ha colorazione meno vivace, beige-bruna con riflessi blu-rossi. 

Le dimensioni si attestano sui 6,5 cm.

## Riproduzione
Nel periodo riproduttivo il maschio costruisce un nido di bolle sulla superficie dell'acqua, solitamente utilizzando come "struttura portante" una pianta acquatica. 

Quindi corteggia la femmina mostrandole i colori sgargianti della sua livrea: se essa accetta le attenzioni, si avvicina al nido di bolle e dà inizio ad un lungo cerimoniale fatto di inseguimenti e violenti convincimenti da parte del maschio. 

La deposizione avviene quando la femmina si posiziona verticalmente a testa in giù e il maschio le si arrotola intorno: entrambi emettono i prodotti sessuali e subito dopo il maschio provvede a raccogliere le uova e inglobarle dentro al nido di bolle. L'intera deposizione comprende numerosi accoppiamenti: quando sarà finita il maschio scaccerà aggressivamente la femmina e ogni essere vivente che si avvicinasse troppo al nido. 
 Una volta nati gli avannotti, il maschio si allontana dopo qualche ora.

## Acquariofilia
Meno diffuso del congenere Macropodus opercularis, è tuttavia oggetto di allevamento in acquario.